# Дамир Вранчич
Дамир Вранчич (босн. Damir Vrančić; нар. 4 жовтня 1985 року, Славонський Брод, СР Хорватія, СФРЮ) — боснійський футболіст, півзахисник клубу «Айнтрахт» з Брауншвейга (2009—2016 рр.).

## Клубна кар'єра
Д.Вранчич із 8 років займався футболом в дитячій команді клубу «Кессельштадт». У 2000 році він перейшов у франкфуртський «Айнтрахт». З 2002 року Д.Вранчич виступав за молодіжну команду «Майнц 05».
У 2004 році Д.Вранчич провів перший матч за резервну команду «Майнца». 9 грудня 2006 року він дебютував у Бундеслізі, вийшовши на заміну в грі проти менхенгладбахської «Боруссії». У тому сезоні Д.Вранчич ще 4 рази з'являвся на полі в матчах вищого футбольного дивізіону Німеччині. Однак, його клуб зайняв 16-те місце і вилетів у Другу Бундеслігу. В наступному році він мав більше ігрової практики, взявши участь у 17 матчах, забивши 2 м'ячі.
Під час літнього трансферного вікна 2009 року Д.Вранчич підписав контракт з бруаншвейгським «Айнтрахтом», що виступав у Третій лізі. Перший матч за новий клуб Д.Вранчич провів 25 липня 2009 року в грі проти «Оснабрюка». У сезоні 2010/2011 років «Айнтрахт» зайняв перше місце і здобув право виступати у другій Бундеслізі. Д.Вранчич зіграв у 30 матчах, відзначився трьома голами.
У Другій Бундеслізі Д.Вранчич зіграв 54 матчі. У матчі 31-го туру сезону 2012/2013 років проти «Інгольштадт 04» Д.Вранчич у додатковий час забив переможний гол, який дозволив «Айнтрахту» повернутися в Бундеслігу після 28 років відсутності.
Перший матч після семирічної перерви у вищій футбольній лізі Німеччини Д.Вранчич зіграв 31 серпня 2013 року проти «Гамбурга». За цю команду Д.Вранчич виступав до 2016 року.
В червні 2016 року він перейшов до команди третьої бундесліги «Галлешер». Однак вже через 13 днів договір був розірваний за взаємною згодою із зазначенням причин для здоров'я. 12 жовтня 2016 року Вранчич перейшов до команди оберліги Нижньої Саксонії «Ф. Т. Брауншвейг», де виступає граючим тренером.

## Виступи за національну збірну
В кінці травня 2007 року Д.Вранчич був запрошений на збори національної команди Боснії і Герцеговини, однак участі в іграх не брав. Дебютував у складі збірної 26 травня 2012 року в товариському матчі проти збірної Ірландії. Він взяв участь лише в одному матчі відбіркового турніру до Чемпіонату світу 2014 проти Ліхтенштейну. Збірна Боснії успішно пройшла кваліфікацію до Чемпіонату світу в Бразилії.

## Особисте життя
Молодший брат Дамира, Маріо, також грає у футбол. З 2012 року він виступає за німецький клуб «Падерборн 07».

## Зноски
1. ↑  Transfermarkt.de — 2000.
2. ↑  FBref
3. ↑  As — Madrid: PRISA, 1967. — ISSN 1888-6671
4. ↑  «Фойхт» — «Майнц 05» II 2:0. Архів оригіналу за 16 січня 2014. Процитовано 1 жовтня 2017.
5. ↑  «Боруссия» М — «Майнц 05» 1:1. Архів оригіналу за 16 січня 2014. Процитовано 1 жовтня 2017.
6. ↑  «Айнтрахт» Б — «Оснабрюк» 1:0. Архів оригіналу за 16 січня 2014. Процитовано 1 жовтня 2017.
7. ↑  «Ингольштадт 04» — «Айнтрахт» Б 0:1. Архів оригіналу за 16 січня 2014. Процитовано 1 жовтня 2017.
8. ↑  «Гамбург» — «Айнтрахт» Б 4:0. Архів оригіналу за 18 травня 2014. Процитовано 1 жовтня 2017.
9. ↑  Braunschweig verlängert mit Mittelfeldspieler Vrancic. Архів оригіналу за 1 жовтня 2017. Процитовано 1 жовтня 2017.
10. ↑  Braunschweig nach 28 Jahren zurück in Liga eins. Die Welt (German) . 26 квітня 2013. Архів оригіналу за 28 квітня 2013. Процитовано 26 квітня 2013.
11. ↑  Ирландия — Босния и Герцеговина 1:0. Архів оригіналу за 28 січня 2014. Процитовано 1 жовтня 2017.
12. ↑  Лихтенштейн — Босния и Герцеговина 1:8. Архів оригіналу за 16 січня 2014. Процитовано 1 жовтня 2017.